# Claude Ranger
Claude Ranger (* 13. Februar 1941 in Montreal) war ein kanadischer Jazzmusiker (Schlagzeug, Komposition), der bereits zu Lebzeiten zur Legende wurde.

## Leben und Wirken
Ranger studierte Schlagzeug, dann Arrangement bei Frank Mella. Er begann seine Karriere in Showbands in Montréal und entwickelte sich Mitte der 1960er Jahre zu einem führenden Jazzmusiker der Stadt. Er gehörte zu den Bands von Lee Gagnon (bei La Jazztek 1967-9), Pierre Leduc und Ron Proby und leitete Gruppen, die in der CBC-Sendung Jazz en liberté zu hören waren. Von 1969 bis 1971 war er Mitglied von Aquarius Rising (mit Brian Barley, Michel Donato bzw. Daniel Lessard).
Zwischen 1972 und 1987 lebte er in Toronto. Dort begleitete er Musiker wie Lenny Breau, George Coleman, Larry Coryell, Sonny Greenwich, James Moody, Doug Riley, Don Thompson und Phil Woods bei Clubkonzerten. Von 1978 bis 1980 war er Mitglied des Quintetts von Moe Koffman. Mit eigenen Bands trat er 1982 in der Music Gallery und bei Jazz City auf, 1982, 1984 und 1986 beim Festival International de Jazz de Montréal und 1985 beim Ottawa International Jazz Festival. Sein Quintett war 1986 Finalist beim Wettbewerb des Montreal-Festivals, wo er eine besondere Auszeichnung der Jury für sein Schlagzeugspiel erhielt.
1987 zog Ranger nach Vancouver, wo er als Begleiter kanadischer und amerikanischer Musiker und als Leiter seiner eigenen Gruppen arbeitete. Er spielte auch mit Ron Samworth, Clyde Reed und Bruce Freedman. Mit seinem großformatigen Jade Orchestra trat er 1990 beim Vancouver Festival auf. Aufgrund einer langen Abhängigkeit von Alkohol und Schmerzmitteln machte er Ende er 1990er Jahre eine Entziehungskur. Im November 2000 verließ er die Einrichtung und verschwand. Sein Schicksal konnte von der Polizei nicht geklärt werden; vermutlich ist er verstorben.
Seine Kompositionen wurden von Brian Barley, Dr. Music und Dave Liebman aufgenommen. Er ist auf Alben von Ron Allen, Brian Barley, Lenny Breau, Michel Donato, Lee Gagnon, Sonny Greenwich, Moe Koffman, Doug Riley, Don Thompson, Jane Bunnett, P. J. Perry, Herbie Spanier, Michael Stuart, Dave Liebman und dem Now Orchestra zu hören.